# Barranc del Roquís
El Barranc del Roquís és un curs fluvial al terme de Reus a la comarca catalana del Baix Camp.
Es forma de la unió dels barrancs de la Barraqueta i del Tecu o del Mas de la Victòria, quan es troben sota de la carretera d'Alcolea o carretera de Falset. També se l'anomena Barranc del Mas del Coll. Circula durant un tram paral·lel a l'antic Camí de l'Aleixar. Travessa la Partida del Roquís i quan entra a la Partida de les Forques Velles, sota la carretera de Riudoms pren el nom de Barranc de Pedret. Hi ha una tendència a donar el nom de Barranc de Pedret a tot el bocí ara descrit com a Barranc del Roquís.